# 김재상 (1959년)
김재상(金在相, 1959년 7월 6일 ~ )은 전 KBO 리그 태평양 돌핀스의 외야수, 내야수이다.

## 선수 시절

### 롯데 자이언츠시절
1982년에 입단하였다. 1984년에 한국시리즈에서 우승했다.

### 태평양 돌핀스시절
1991년에 입단하였다.

## 야구선수 은퇴 후
2016년부터 부경고등학교 야구부 감독으로 활동했다.

## 출신 학교
- 남부민초등학교
- 경남중학교
- 부경고등학교
- 영남대학교

## 등번호
- '20' (1982년 ~ 1984년)
- '9' (1987년)
- '14' (1988년 ~ 1990년)
- '0' (1991년)